# كوري وولفولك
كوري وولفولك (بالإنجليزية: Corey Woolfolk)‏ هو مدرب كرة قدم ولاعب كرة قدم أمريكي، ولد في 26 فبراير 1979 في آن آربر في الولايات المتحدة. لعب مع أتلانتا سيلفرباكس وبيتسبورغ ريفرهوندز وفانكوفر وايتكابس.